# Тунгусы (деревня)
Тунгу́сы — деревня в Черемховском районе Иркутской области России. Входит в состав Тальниковского сельского поселения.

## География
Деревня находится на берегу реки Малая Белая, на расстоянии примерно 58 км к юго-западу от города Черемхово, административного центра района.

## Население
| 2002 | 2010 | 2011 | 2012 |
| ---- | ---- | ---- | ---- |
| 20   | ↘13  | →13  | ↗15  |

## Улицы
В деревне имеется одна улица — Береговая.